# ヴァイタスコープ

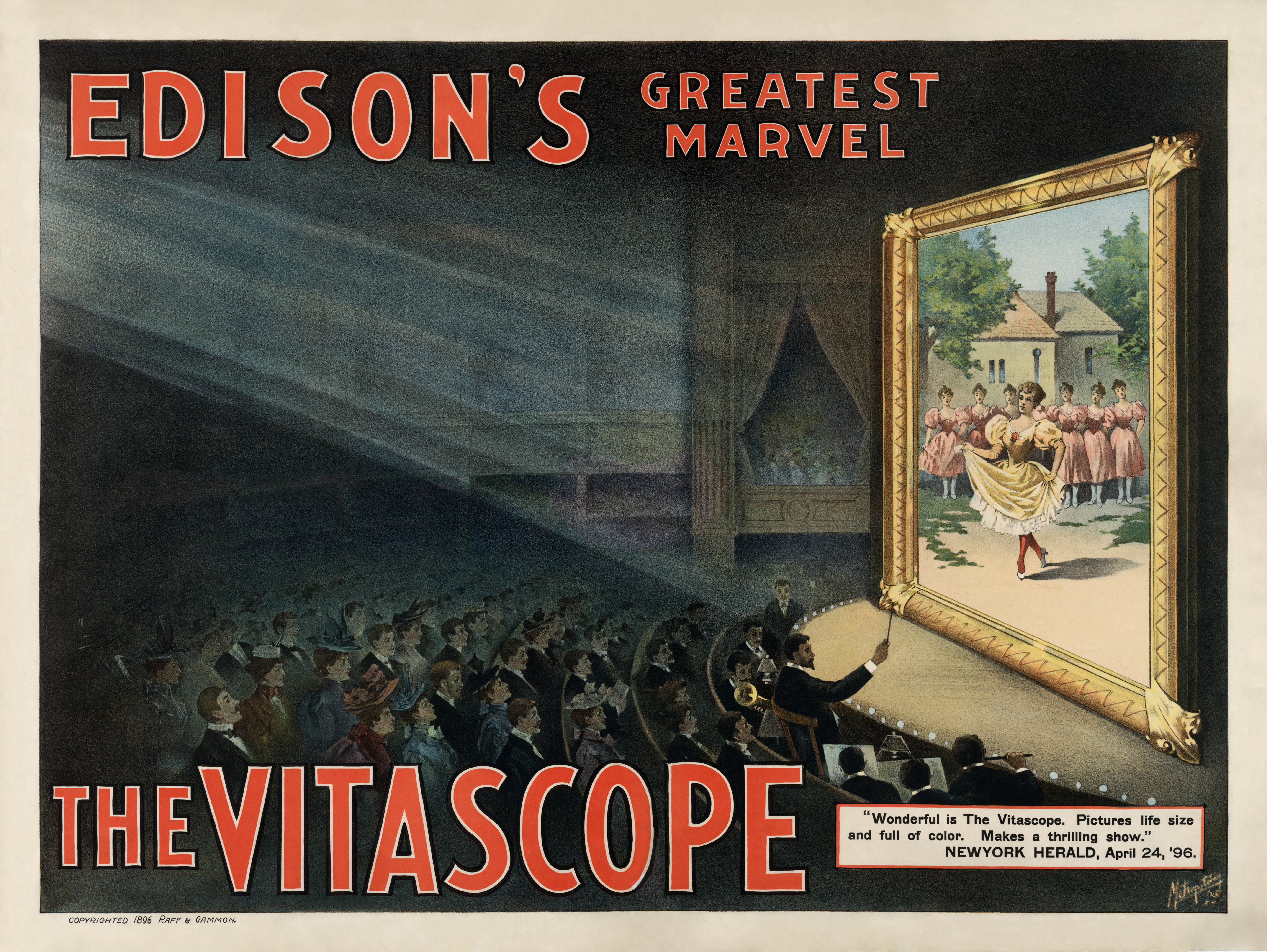
ヴァイタスコープを宣伝するポスター（1896年）。

ヴァイタスコープ（英: Vitascope）は、映画史初期の映写機である。フィルムがレンズの前で1コマずつ一瞬停止する仕組みの間欠機構を使用して、映像をスクリーン上に映写する仕組みである。使用するフィルムは長さが約15メートルで、ループ状になっているため何度も繰り返して映写できた。1895年にアメリカの発明家チャールズ・フランシス・ジェンキンスとトーマス・アーマットが「ファントスコープ」の名称で開発し、1896年にその権利を手に入れたトーマス・エジソンの映画会社エジソン社が商品化した。エジソンは発明に関与していないが、商業的価値を高めるために「エジソンのヴァイタスコープ」として宣伝された。1896年4月にニューヨークで初公開され、アメリカ国内で広く普及したが、すぐにシネマトグラフなどの競合する映写機に淘汰され、1年足らずで販売を終えた。アメリカ国外のいくつかの国でも上映されており、日本でも1897年に2つの興行系統により上映された。

## 商品化の経緯

### キネトスコープとファントスコープ
ヴァイタスコープを商品化するエジソン社は、1890年代前半にトーマス・エジソンの助手ウィリアム・K・L・ディクソンが中心となり開発した「キネトスコープ」の商品化で映画事業を始めた。キネトスコープはスクリーンに映写する方式ではなく、覗き穴式による映画鑑賞装置であり、1台につき1人しか見ることができなかった。エジソン社は販売代理人であるノーマン・ラフとフランク・ガモンを通じてキネトスコープを販売し、1894年4月にニューヨークでキネトスコープ・パーラーの1号店を開いて一般興行を始めた。やがてニューヨーク以外のアメリカの都市をはじめ、ロンドンやパリにもキネトスコープ・パーラーが開店し、エジソン社は大きな利益を獲得した。しかし、翌1895年3月には早くも需要が落ち込み、キネトスコープの人気は衰退していった。苦境に立たされたラフとガモンは、エジソンに映写機を開発するよう求めたが、エジソンの研究所はこれを進展させることができなかった。
1895年を通して、欧米では多くの発明家により映写機の開発が進められていた。例えば、ディクソンとレイサム兄弟はパントプティコン、ドイツのスクラダノフスキー兄弟はビオスコープ、フランスのリュミエール兄弟はシネマトグラフ、イギリスのロバート・W・ポールはシアトログラフを開発した。ヴァイタスコープの前身であるファントスコープも、この時期に開発された映写機のひとつである。ワシントンD.C.の発明家チャールズ・フランシス・ジェンキンスは、1890年代初めから動く映像装置の研究に取り組んでいたが、1895年3月にトーマス・アーマットと提携を結び、2人で間欠機構を備えた映写機を開発し、「ファントスコープ」と名付けた。2人は8月28日にその特許を申請し、9月にはアトランタで開かれた綿の市で商業公開した。しかし、ファントスコープの上映興行は失敗に終わり、ジェンキンスとアーマットは関係を解消した。

### エジソン社による商品化

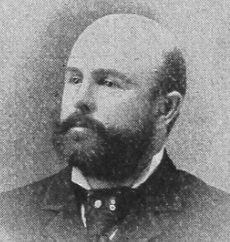
エジソン社の販売代理人で、ヴァイタスコープを商品化したノーマン・ラフ。

ジェンキンスと別れたアーマットは、エジソン社販売代理人のラフとガモンに接近し、1895年12月に彼らに向けてファントスコープの試写を行った。ラフとガモンはこれに感銘を受け、キネトスコープ事業が衰退していたエジソン社を復活させることができると確信し、ファントスコープの権利を買い取った。1896年1月15日にエジソンはこれを承認し、エジソン社が映写機を製造し、必要なフィルムを供給することに同意した。ラフとガモンはこの装置に独自の商品名を付ける必要があることを認識し、ラテン語の「vita (生命)」とギリシャ語の「scope (見るもの)」を語源とする「ヴァイタスコープ」に改名した。また、この装置から十分な利益を引き出すためには、エジソンが発明に何も関わっていないにもかかわらず、大きな商業的価値を持つエジソンの名前を使う必要があることから、アーマットとエジソンの同意のもと「エジソンのヴァイタスコープ」として宣伝することにした。ラフとガモンはアーマット宛の手紙で次のように述べている。
いかにエジソン以外の者によって発明された装置が優れていて、その成果が満足すべきもので勝っていたとしても、顧客の大部分は何よりもまず、彼らがその発売を期待しているエジソンによって発明された装置に投資したがっています。彼らはエジソンの成果を確かめるまでは、他の何ものにも満足しないに違いありません…すなわち、最小の時間で最大の利益を手に入れるには、私どもはエジソンの名前を用いらなければならないということです。
アーマットはヴァイタスコープに小さな変更を加えて再パッケージ化し、ラフとガモンはその装置が「これまでに見たものよりも大幅に改善された」ことを認識した。ラフとガモンがヴァイタスコープを商品化する準備を進めていた3月中旬、パリやロンドンでシネマトグラフが上映され、人気を集めているという報告がアメリカに届いた。シネマトグラフはまだアメリカに上陸していないものの、すでにヴォードヴィル劇場の経営者がシネマトグラフに投資しようとしていた。ヴァイタスコープにとって脅威となるシネマトグラフがアメリカに到達するのは避けられないため、ラフとガモンはそれよりも先にヴァイタスコープを売り出せば大きな利益を得ることができると認識した。そこでヴァイタスコープを売り出す計画を早め、1896年4月3日にはウェストオレンジにあるエジソンの研究所に新聞記者を招いて試写を行った。

## 公開と普及

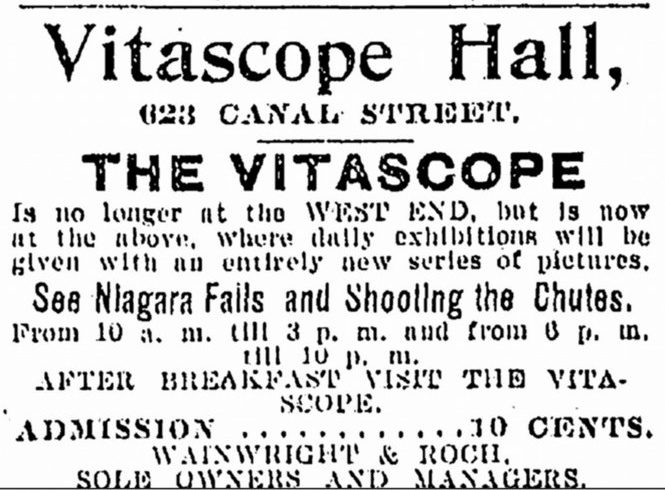
ルイジアナ州ニューオーリンズのカナル・ストリートにある「ヴァイタスコープ・ホール」の広告（1896年）。この施設はルイジアナ州でヴァイタスコープを上映する独占権を購入したウィリアム・T・ロックが空き店舗を改装して開設し、アメリカで最初の映画館のひとつと考えられている。

ヴァイタスコープの最初の商業上映は、1896年4月23日にニューヨークのブロードウェイにある劇場コスター・アンド・バイアル・ミュージック・ホールで行われた。ヴァイタスコープの上映は「トーマス・エジソンの最新の驚異、ヴァイタスコープ」という演目名で、曲芸や芝居などのバラエティ・ショーと並ぶプログラムに組み込まれた。上映プログラムには12本の作品が記されていたが、実際に上映されたのはキネトスコープ用作品の『傘のダンス』『バンド・ドリル』『滑稽なボクシング』『アナベルのサーペンタインダンス』と、新作の『モンロー主義』、イギリスのロバート・W・ポールが撮影した『ドーヴァーの荒波』の6本だけだった。そのうち『アナベルのサーペンタインダンス』は手彩色による着色版で上映された。この上映会はアメリカで最初に高い商業的成功を収めた、映写式による有料映画上映となった。
1896年5月、ラフとガモンはエジソン社の販売代理店であるヴァイタスコープ社を設立し、アメリカの投資家に特定の州や地域で独占的にヴァイタスコープを公開する権利を販売した。それ以後ヴァイタスコープはアメリカのさまざまな都市で上映され、ボストンでは5月18日、フィラデルフィアでは5月25日、プロビデンスでは6月4日、サンフランシスコでは6月8日、ボルチモアでは6月15日、ニューオーリンズでは6月28日、デトロイトでは7月1日、シカゴとロサンゼルスでは7月5日、ミルウォーキーとカンザスシティでは7月26日、デンバーでは8月16日に初公開された。多くの場合、ヴァイタスコープはヴォードヴィル劇場で人気の出し物として上映されたり、店舗を改装した興行施設で見せられたりした。
しかし、すぐにヴァイタスコープは競合会社との市場競争に直面した。1896年6月下旬にはシネマトグラフがアメリカに上陸し、9月までに10数台のシネマトグラフが全米の主要都市で上映された。その他にも数多くの映写機が市場に出回っていたが、それらの多くはヴァイタスコープよりも安価で質が良く、地域的独占権による制限なしに購入することができた。このような市場ではヴァイタスコープが売れることはなく、同年10月までにヴァイタスコープ社の事業は崩壊した。また、上映用フィルムも地域的独占権を与えた投資家にのみ販売していたため、利益にはならなかった。そこでエジソン社はラフとガモンとの関係を見直し、フィルムを誰にでも販売できるようにした。1897年2月にはエジソンが独自に開発した「映写式キネトスコープ（またはプロジェクトスコープ）」を制限なしに販売し、ヴァイタスコープの販売を止めた。

### アメリカ国外
ラフとガモンはヨーロッパでヴァイタスコープを販売するため、これに興味を抱く奇術師のポール・シンクヴァリをロンドンに派遣した。シンクヴァリはヴァイタスコープのヨーロッパでの権利を2万5000ドルで売り込むことを考えていたが、すでにロンドンではリュミエール兄弟のシネマトグラフや、ロバート・W・ポールのシアトログラフなどの映写機が成功を収めていたため、買い手を見つけることができなかった。それでもヨーロッパ市場の開拓に熱心なラフとガモンは、1896年4月22日に代理人のチャールズ・ウェブスターをロンドンに派遣した。ウェブスターはシネマトグラフの上映を見て感銘を受け、ラフとガモンにシネマトグラフがヴァイタスコープよりも優れていることを報告した。ウェブスターはヨーロッパ各地でヴァイタスコープを上映して回ったが、大きな成功を収めることはできなかった。
カナダでは、1896年7月21日にオタワのウエスト・エンド・パークでヴァイタスコープの興行が行われた。興行者はエジソン社の代理人であるホランド兄弟で、オタワ電気鉄道の経営者が興行を後援し、鉄道料金とセットで格安の入場券が販売された。興行は野外で2週間にわたり行われ、約4万5000人の観客が訪れた。しかし、その前の6月27日にシネマトグラフがモントリオールで上映されていたため、ヴァイタスコープがカナダで最初の映画上映というわけではなかった。同年8月31日にはトロントでもヴァイタスコープが上映された。
ラテンアメリカでは、1896年9月27日にメキシコのグアダラハラ、同年10月26日にグアテマラのグアテマラシティ、1897年2月13日にキューバのハバナでヴァイタスコープが初公開されたが、これらの国でもヴァイタスコープよりも先にシネマトグラフが上映されている。

## ヴァイタスコープ映画
キネトスコープ時代のエジソン社の作品は、映画スタジオのブラック・マリアでダンスや曲芸などの見世物を撮影したものが多かったが、撮影機のキネトグラフは重くて持ち運びに不便なため、ブラック・マリアの外で撮影することはほとんどなかった。1896年4月のヴァイタスコープの初公開の時に最も人気を集めた作品は、ロバート・W・ポールが撮影した他社作品の『ドーヴァーの荒波』だったが、それは従来のエジソン社作品にはない屋外の情景を写した作品だった。そのためエジソン社は、ヴァイタスコープが成功するために新しく魅力的な作品を作ることが必須であることを認識した。1895年5月にカメラマンのウィリアム・ハイスは、携帯可能なポータブルカメラを使用して屋外での撮影を行い、エジソン社作品をブラック・マリアの制約から解放させた。ハイスは撮影部門の責任者であるジェームズ・H・ホワイトと提携して、ナイアガラの滝やコニーアイランドの光景、事前に準備された2台の列車の正面衝突などを撮影した。ヴァイタスコープ用映画の多くはロケーション撮影だったが、一部作品はヴァイタスコープ社のニューヨーク事務所の屋上に建てた仮設のスタジオで撮影された。
ヴァイタスコープ用映画で最も人気を集めた作品は『M・アーウィンとJ・C・ライスの接吻』だった。これは人気舞台『未亡人ジョーンズ』の一場面であるキスシーンをクローズアップで写した作品で、1896年4月中旬にその舞台の出演俳優をブラック・マリアに招いて撮影した。この作品は多くのヴォードヴィル劇場でショーの終わりに上映され、その人気は1897年まで続いた。また、新聞漫画家のジェームズ・スチュアート・ブラックトンがエジソンの似顔絵を素早く描く様子を撮影した『世界的漫画家ブラックトンが描く発明家エジソン』（1896年）も人気があり、この作品が全米のヴォードヴィル劇場で上映されてから、主役のブラックトンはヴォードヴィルの人気スターになった。ブラックトンはこの成功で映画業界に関心を持ち、エジソン社の競合会社となるヴァイタグラフ社の共同設立者になった。

## 日本での公開
1897年2月15日に稲畑勝太郎が輸入したシネマトグラフが大阪南地演舞場で初公開され、これが日本初のスクリーンに映写する方式による映画上映とされている。ヴァイタスコープはシネマトグラフに遅れる形で、同年に2つの興行系統により日本国内で上映された。1つは大阪の荒木和一が輸入したもの（荒木系ヴァイタスコープ）で、2月21日に大阪新町演舞場で初公開された。もう1つは東京の新居商会が輸入したもの（新居系ヴァイタスコープ）で、3月6日に東京神田の錦輝館で初公開された。それぞれの興行には作品や映写方法などを説明する口上役がいたとされ、それは活動弁士の先駆けと考えられている。

### 荒木系ヴァイタスコープ
日本で最初にヴァイタスコープを輸入公開したのは、大阪心斎橋で雑貨商を営む荒木和一である。荒木は1896年にアメリカに渡航し、シカゴでヴァイタスコープを見たことから、それを購入して日本に持ち込んだ。日本にヴァイタスコープが到着した正確な日付は不明だが、映画史研究家の塚田嘉信は1896年12月に到着したと推定している。荒木は大阪電灯の技師とともにヴァイタスコープの操作方法を研究し、動かすためには直流電気が必要であることが判明したが、大阪には直流電気を扱う場所がほとんどなかった。技師が方々を探し回り、ようやく難波の鉄工場に直流のダイナモがあるのを見つけ、そこで試写を行った。稲畑のシネマトグラフよりも先に輸入された荒木系ヴァイタスコープは、本来ならばシネマトグラフよりも早い1月に上映する予定だったが、1月11日に英照皇太后が崩御し、服喪として1ヶ月間歌舞音曲が自粛されたため、初公開に向けて動くことができなくなった。荒木曰く「そんなわけでグズグズしている内」に、喪明け早々の2月15日にシネマトグラフが南地演舞場で初公開され、結果的に日本初の映画上映の座を奪われる形となった。
荒木系ヴァイタスコープの初公開は、シネマトグラフの初公開に遅れること1週間、1897年2月22日から24日まで大阪の新町演舞場で「蓄動射影会」と称して行われた。会場の手配を担当した上田布袋軒によると、新町演舞場は当初貸し出しに難色を示していたが、2月4日に起きた三光丸沈没事故の遭難者遺族の義捐を名目に興行することで会場側を説得したという。なお、上田は荒木系ヴァイタスコープ興行での口上役も任されており、その後も弁士としての活動を続けたことから、日本初の活動弁士と言われている。新町演舞場での興行を終えると、3月1日から14日まで名古屋の末広座、3月15日から東京の浅草座（楽日は不明）、3月22日から26日まで大阪の道頓堀朝日座で上映した。その後、荒木はヴァイタスコープを名古屋の樋口虎澄に譲渡したが、それ以後の行方は不明である。

### 新居系ヴァイタスコープ
東京京橋の貿易商である新居商会は、荒木とは別の経路でヴァイタスコープを日本に輸入した。新居商会社員の柴田忠次郎は、1893年のシカゴ万国博覧会で日本式庭園を出品するために渡米し、その後もアメリカ各地で同様の催しをしていたが、1896年に友人の勧めでヴァイタスコープの上映を見ると、それを日本に輸入して上映しようと思い立ち、直ちに装置と16本のフィルムを3500円で購入した。しかし、代金が不足したため残額を日本で支払うことになり、それを取り立てる付き馬としてアメリカ人の映写技師ダニエル・クロースが日本に同行することになった。1896年末に柴田とクロースは、装置とフィルムを携えて日本に到着した。新居商会もヴァイタスコープで使う電気の確保に苦労したが、三吉電機工場の直流ダイナモと十文字商会の石油発動機を使用し、自家発電を起すことで問題を解決した。なお、十文字商会の経営者である十文字大元は、演説が上手くて英語力も堪能だったことから、新居系ヴァイタスコープ興行での口上役を務めることになった。
ヴァイタスコープの試写会は、1897年2月27日に歌舞伎座で行われた。十文字によると、1897年1月に新居商会の会社内で試験的映写を行い、これが成功したため大々的に公開することを考えていたところ、英照皇太后の崩御で1ヶ月間歌舞音曲が禁止され、時期をうかがっていたときに、福地源一郎の紹介で歌舞伎座での上映が実現したという。試写会は折柄公演中だった『積恋雪関扉』の終演後の午後7時に始まり、まず口上役である十文字が上映作品や装置の構造、映写方法などについて1時間かけて説明し、その後にヴァイタスコープで数本のフィルムを2、3回ずつ繰り返して上映した。出席者には名士や新聞記者などがいたが、その中には舞台を終えたばかりの九代目市川團十郎、五代目尾上菊五郎、十二代目守田勘彌もおり、上映を見た勘彌は菊五郎に「これはやがて芝居を蹴るような恐ろしい強敵になるぞ」と囁いたという。試写会は成功を収め、気を良くした新居商会は3月1日から歌舞伎座で一般上映を始めようとしたが、舶来物を嫌う團十郎が「どうしてもやるというなら舞台を鉋で削り直しておけ」と激怒したため中止したという。
そこで新居商会は神田錦町にある貸席の錦輝館に会場を変更し、1897年3月6日から22日まで「活動大写真」の名称で一般上映を行った。興行は毎日午後1時と午後7時の2回行われ、『メアリー女王の処刑』『ナイヤガラ瀑布』『群鳩飼養の図』『新約克火事場の景』『李鴻章ウヲルドルフ旅館を去るの図』『蝶々踊』などの作品が上映された。口上は十文字とクロースが担当し、クロースが英語で何かを話したあと、それを通訳するような形で十文字が話すという順序で説明が行われた。宣伝を受け持っていた広目屋の店員の駒田好洋によると、上映中は広目屋が派遣した楽隊による伴奏音楽が演奏されたという。
錦輝館での興行が終了した翌日の3月23日には、同会場で職工徒弟学校演芸会の催しのひとつとして上映された。3月27日から4月5日までは歌舞伎座で子供芝居の余興に上映されたが、映画史家の田中純一郎によると、この時には團十郎もヴァイタスコープの上映に文句を言わなかったという。4月14日から30日までは浅草座で上映したが、その間の4月26日は興行を休み、赤坂離宮で皇太子嘉仁親王（後の大正天皇）の上覧を受けた。さらに5月1日に本郷中央会堂の慈善演芸会、5月4日から13日まで再び錦輝館、5月21日から横浜の蔦座（楽日は不明）で上映した。その後、新居商会はヴァイタスコープを広目屋に譲渡し、映画興行から身を引いた。広目屋に興行を任された駒田好洋は、6月15日の静岡の若竹座を皮切りに全国各地を巡業したが、その際に活動弁士としても活躍し、「頗る非常」のフレーズを多用した芸風で知られた。

## 備考
ヴァイタスコープは、1930年にワーナー・ブラザースが『Song of the Flame』などの映画で使われたワイドスクリーンプロセスの商標名として一時的に用いられた。当時ワーナーはパラマウント映画のマグナスコープ、RKOのナチュラルビジョン（後の3Dフィルムプロセスとは関係ない）、フォックス・フィルムのフォックス・グランデュールなどの他のワイドスクリーンプロセスと競争しようとしていた。